# Будда Медицины Бхайшаджьягуру
«Будда Медицины Бхайшаджьягуру» (薬師佛) или «Рай Бхайшаджьягуру» — фреска, созданная около 1319 года во время правления династии Юань. Изначально произведение находилось в нижнем монастыре Гуаншэн в Шаньси. Фреска, украшавшая восточную стену главного зала монастыря, была выкуплена Артуром Саклером и в 1954 году была передана в дар Метрополитен-музею
На фреске изображён Будда Медицины (Бхайшаджьягуру) и два бодхисаттвы, держащие символы солнца и луны. Бхайшаджьягуру почитается как Будда Медицины, как физической, так и духовной

## Композиция

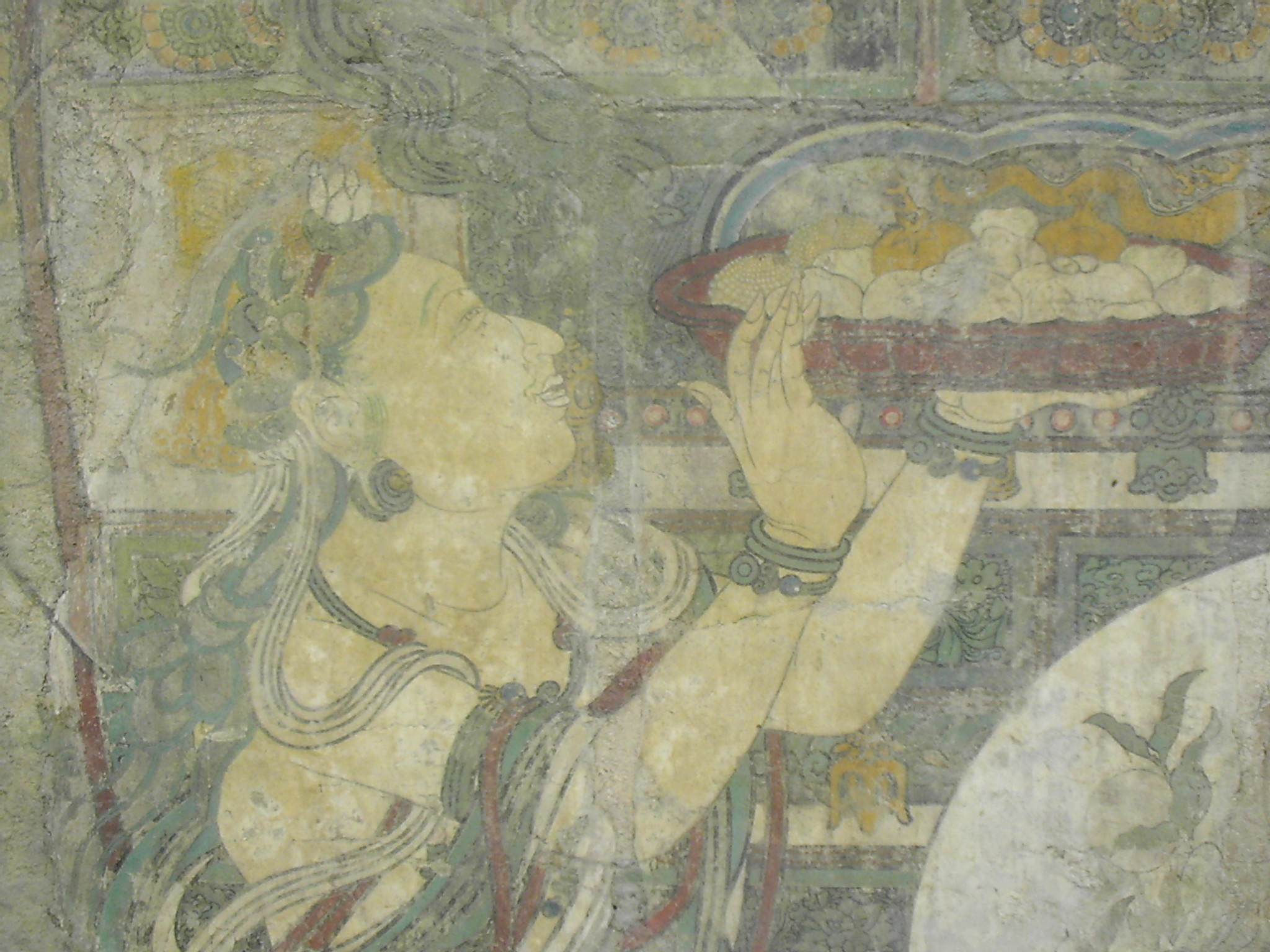
Фрагмент фрески

Сохранившаяся в настоящее время фреска шириной в 15,11 метров и высотой в 7,51 метра находится в зале Метрополитен-музея № 206, где собраны произведения буддийского искусства. «Будда Медицины Бхайшаджьягуру» выделяется благодаря своей высокой степени детализации. На росписи изображён сидящий в воображаемом раю Будда Медицины в окружении бодхисаттв и богов. Обычно Будда Бхайшаджьягуру изображался в виде индийской фигуры, но на этой фреске все фигуры одеты в китайскую одежду. Будда Бхайшаджьягуру одет в красное облачение. По бокам от него изображены два бодхисаттвы, также на росписи присутствуют ещё четыре второстепенных бодхисаттвы. Двенадцать воинов (по шесть с каждой стороны) символизируют обеты, данные Буддой, помогать другим. Ранее ошибочно считали, что на этом произведении изображён Будда Шакьямуни.
Сутра, переведённая И Цзином (635—713), упоминает о шести Буддах — предшественниках Бхайшаджьягуру; шесть небольших изображений Будды находятся в верхней части фрески. В Махаяне Бхайшаджьягуру считается Буддой-спасителем, предотвращающим катастрофы. В левой руке он держит чашу, символизирующую медицину. Бодхисаттвы Чандрапрабха и Сурьяпрабха находятся по бокам от Будды, первый держит в руках лунный диск, второй — солнечный диск и красную птицу.

## Создание

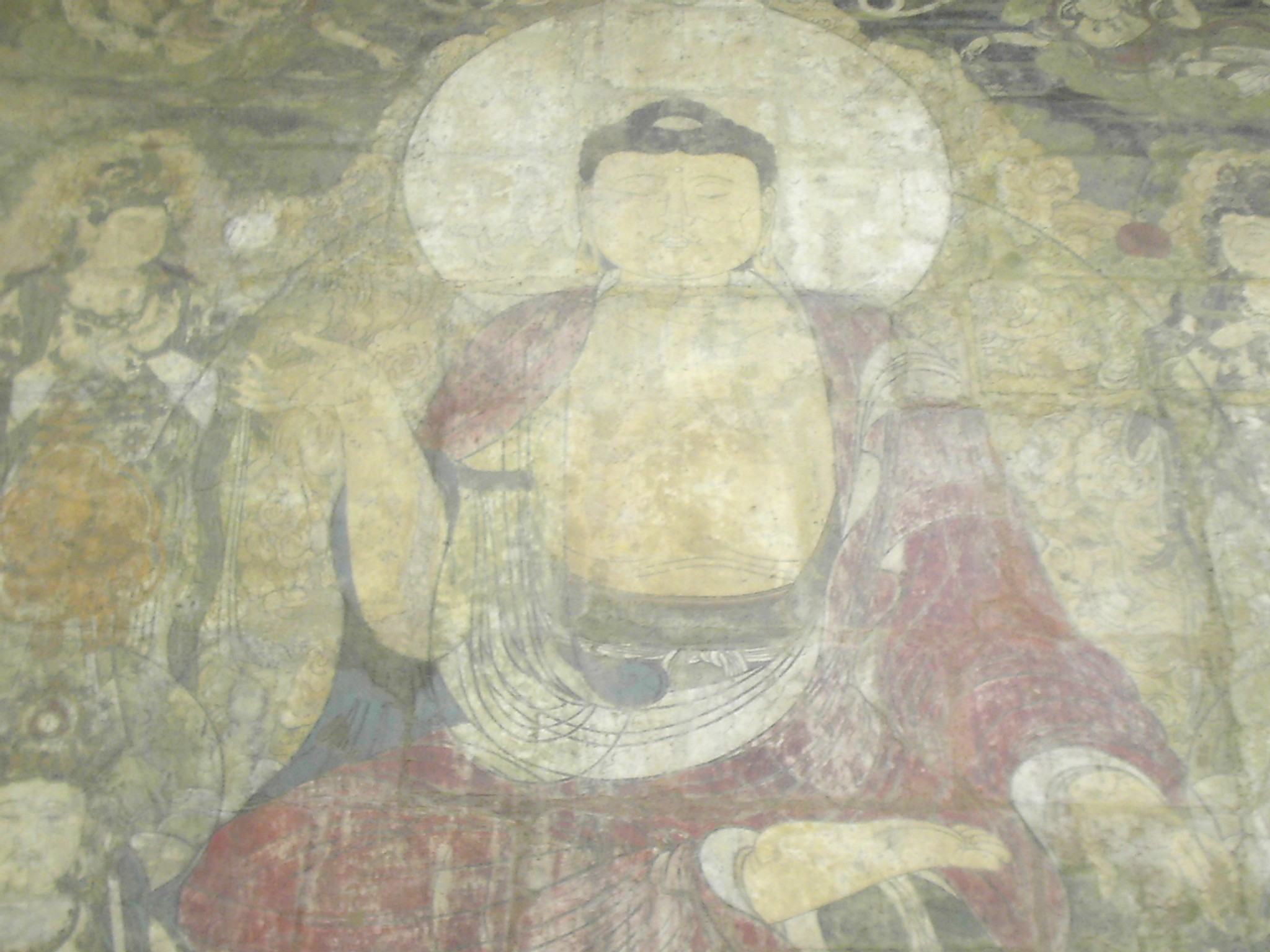
Будда Медицины Бхайшаджьягуру, фрагмент

Автор произведения на данный момент остаётся неизвестным. Подобные фигуры с плотным телосложением и полным лицом являлись отличительной чертой работ художника Чжу Хаогу (朱好古), который в XIV веке создал множество произведений с буддийскими и даосскими образами.. Известно, что фреска создавалась в начале XIV века (около 1319 года) во времена правления династии Юань. Для подготовки к созданию росписи, стена монастыря была покрыта основой из глины и соломы; для росписи были использованы краски на водной основе.

## Переезд фрески в США
В 1920-е годы монахи продали фрески, находившиеся в главном зале нижнего монастыря Гуаншэн, с целью сбора средств на реставрацию храма. Фрески были приобретены тремя американскими музеями. С 1926 по 1929 год две фрески находились в Музее археологии и антропологии Пенсильванского университета, третье произведение в 1932 году приобрела Художественная галерея Нельсона-Аткинса в Канзас-Сити. «Будду Медицины Бхайшаджьягуру» купил американский психиатр Артур Саклер; в 1964 году он передал произведение в дар Метрополитен-музею.